# Festuca rogenca
La festuca rogenca (Festuca rubra L.) és una espècie de planta de la família de les poàcies, nativa d'Europa. Altres noms vulgars catalans són: auró, fenals, gespet, llistó, pèl de guilla.
S'identifica fàcilment per la beina vermella o porpra que envolta la base de la tija. Les fulles verdes i primes mesuren 15 cm d'alçada i estan dominades per estretes panícules de flors tenyides de porpra. És una planta rizomatosa i tolerant a entorns secs. És adequada com a herba de gespa i requereix poc manteniment. És una espècie de base a les barreges de gespes ornamentals. Té bona resistència al fred encara que es desenvolupa principalment a climes secs temperats. No tolera els talls baixos, resisteix moderadament la sequera, i s'adapta bé a sòls pobres i salins (és una espècie poc exigent en termes de fertilització). La millor època de sembra és la tardor o inicis de primavera; es sembra a una profunditat d'uns 6 mm. La propagació d'aquesta espècie és per llavors.
Existeixen tres subespècies principals: Festuca rubra rubra (reptant), Festuca rubra commutata, que s'usa com a gespa, i Festuca rubra trichophylla, que es pot considerar com a semireptant.

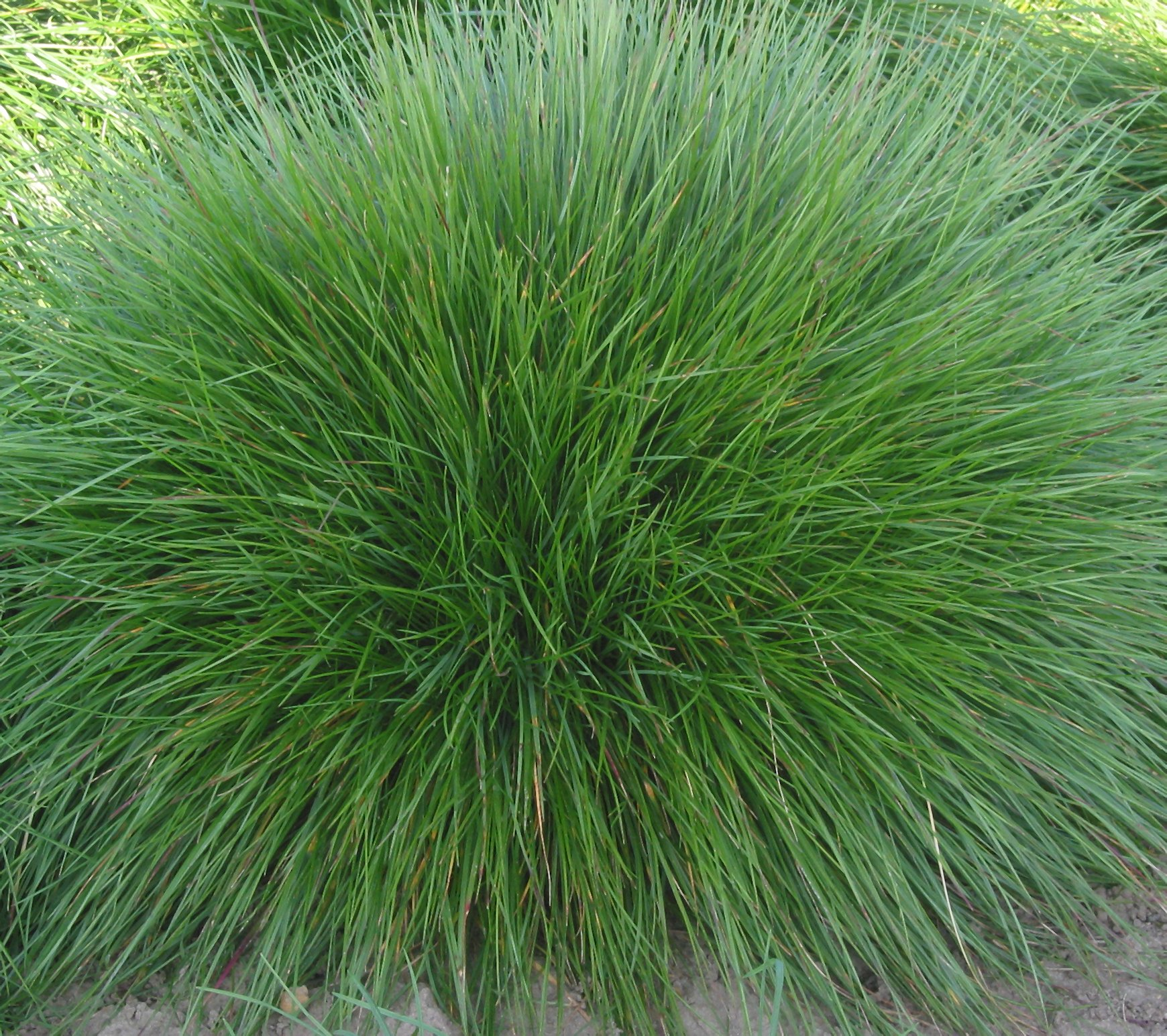
Festuca rubra var. commutata
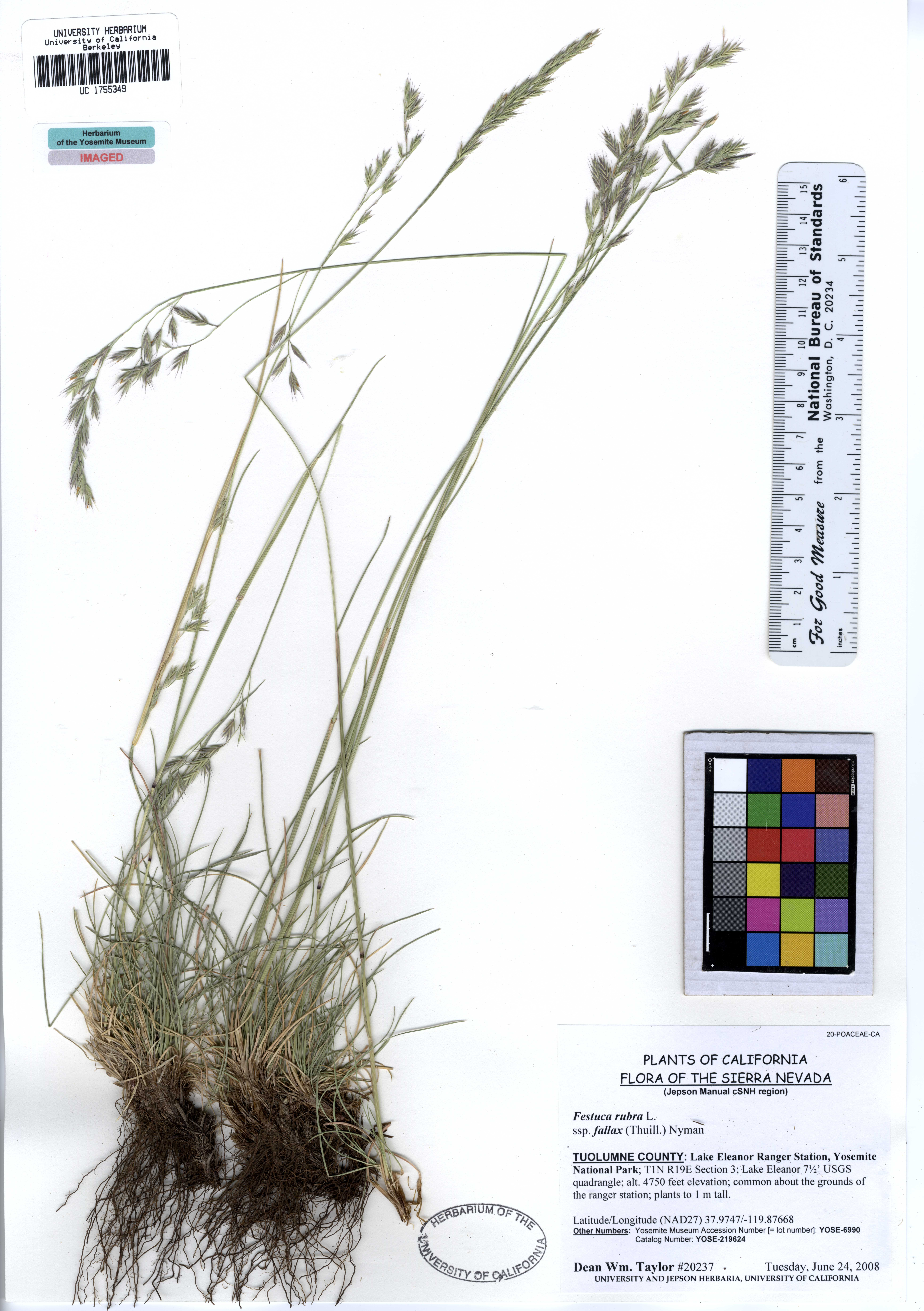
Festuca rubra ssp. fallax
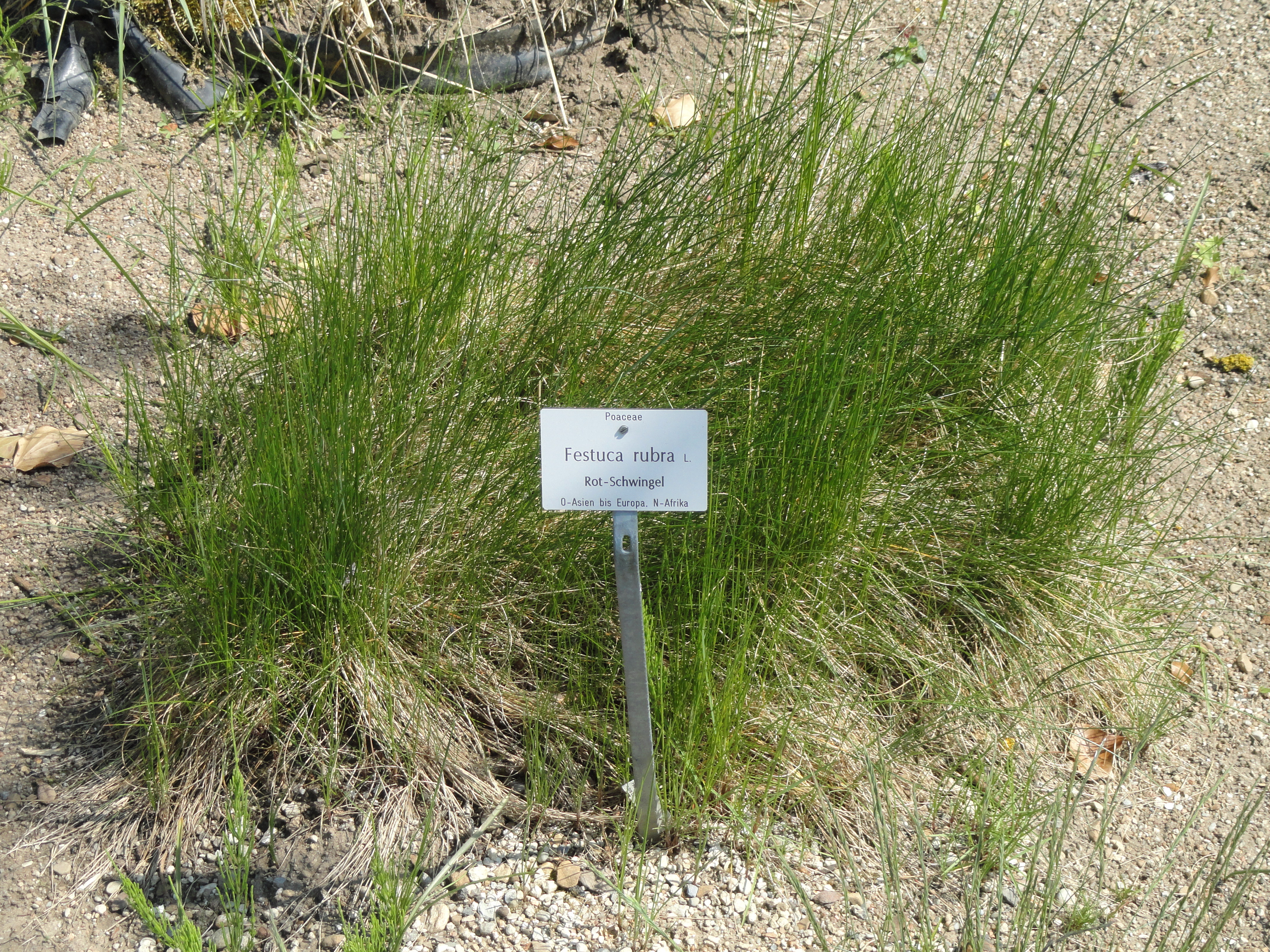
Vista de la planta
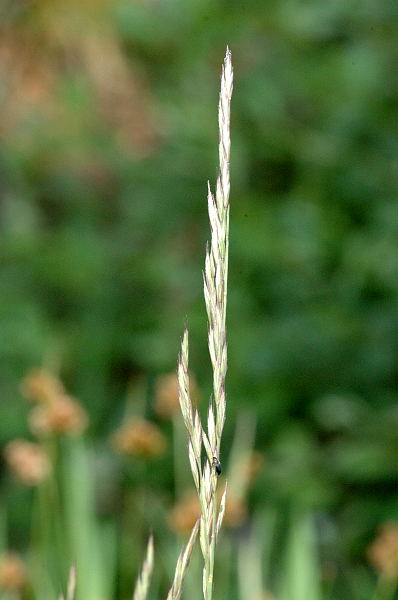
Espiga